# Asociación de Médicos Descalzos de Chinique
La Asociación de Médicos Descalzos de Chinique es una asociación cuyo objetivo principal es apoyar a la medicina maya tradicional. Fue fundada en el año de 1993, en Chinique, Quiché, Guatemala. Se realizó con el apoyo del Comité de Apoyo a los Indígenas de Guatemala (CAIG) y la ONG francesa Médicos Descalzos Francia (Médecins Aux Pieds Nus).

## Historia y Aspectos Generales
Todo inició a raíz del sufrimiento y las muertes ocurridas durante el Conflicto Armado Interno en Guatemala. Benito Charlemagne llegó a Chinique , era sacerdote y además antropólogo. Se dio cuenta de que el sistema de salud en esa región era deficiente y no contaban con los recursos para llevar la medicina a esos lugares. Por lo que Charlemagne y sus ayudantes decidieron recuperar la medicina tradicional maya. Entre ellos se encontraba Felipe Pol, uno de los fundadores de la Asociación y actual director. Charlemagne se enteró del programa de apoyo a los países del tercer mundo que estaba brindando la ONG francesa, por lo que les contactó y recibió una propuesta afirmativa. Para recaudar los fondos necesarios apoyó en la fundación del CAIG, quienes también proveyeron para la Asociación de Médicos Descalzos de Chinique, principalmente par comprar un terreno y no depender de la Iglesia.
A fines de 1989, aún en época del conflicto armado, llegaron a Chinique varios especialistas, entre ellos la etnomédica Anne Elizabet Marie Bourguey, el etnofarmacólogo Jean Piere Nicola. Su principal objetivo era capacitar a los locales durante casi cuatro años en materia de salud. Fue un trabajo de síntesis y de recopilación con los especialistas mayas, quienes luego intercambiaron y consensuaron sobre cómo harían su trabajo. El tema de plantas medicinales fue tocado a fondo. 
Quizá el aspecto más relevante de la Asociación de Médicos Descalzos de Chinique fue haber conseguido unión entre los terapeutas mayas, así pudieron ampliar e intercambiar sus conocimientos. Se organizaron. El fin último era lograr que la gente no muriera por enfermedades comunes curables, incluyendo las psicológicas. Otro propósito importante de la Asociación es conservar las plantas medicinales de los bosques, a través de procesos didácticos y jardín botánico. 
El conflicto armado terminó, pero en Guatemala se sigue dando el círculo vicioso de que la salud es un bien al que sólo puede accederse a través del dinero, y al dinero a través del trabajo, el cual es realmente escaso. Muchas personas en Guatemala, principalmente los mayas, no pueden pagar los medicamentos, así que aún es prioritaria la labor de los terapeutas mayas. En la actualidad, la Asociación de Médicos Descalzos de Chinique ha formado a unos mil terapeutas mayas, principalmente en la región de Quiché.